# They Don’t Care About Us
«They Don’t Care About Us» (с англ. — «Им наплевать на нас») — песня американского автора-исполнителя Майкла Джексона, четвёртый сингл из его девятого студийного альбома HIStory: Past, Present and Future, Book I. Была выпущена на лейбле Epic Records 31 марта 1996 года. Эта песня-протест сочетает в себе элементы ритм-н-блюза, хип-хопа и хард-рока. В тексте музыкант демонстрирует, что расизм и расовое неравенство продолжают своё существование, а также критикует американские ценности и идеологию.
Ещё до выхода нового альбома Джексона критики неверно истолковали смысл нескольких строк композиции, результатом стали обвинения певца в антисемитизме. Поднятая шумиха сказалась на популярности «They Don’t Care About Us» в США: радиостанции неохотно брали трек в ротацию, телеканалы подвергали цензуре или вообще отказывались показывать видеоклипы. Песня стала лишь 30-й в Billboard Hot 100. Однако в европейских хит-парадах композиция занимала строчки в первой десятке. Она получила золотые и платиновые сертификации в нескольких странах мира.
С режиссёром Спайком Ли Джексон снял два видеоклипа на песню. Съёмки первого из них прошли в Бразилии, телевизионная премьера ролика состоялась в марте 1996 года, причём MTV и VH1 подвергли ролик цензуре. Поскольку певец остался недоволен первым видеоклипом, было принято решение смонтировать ещё одну версию из кадров, снятых в одной из тюрем Нью-Йорка, и архивных съёмок, демонстрирующих избиения арестованных полицией людей, геноцид и голод. Данную версию ролика американские телеканалы наотрез отказались брать в ротацию, посчитав её слишком провокационной — телевизионная премьера в США так и не состоялась.
«They Don’t Care About Us» не потеряла своей актуальности как песня-протест, её нередко исполняют митингующие борцы за гражданские права в разных странах мира.

## История создания и особенности композиции
Над этой композицией Джексон работал ещё в период записи альбома Dangerous. «Это была одна из первых песен, которую я услышал, присоединившись к команде Майкла. Но для пластинки она ещё не предназначалась», — вспоминал Брайан Лорен. На ранних стадиях работы в основе песни был стук метронома, постепенно Джексон вместе со звукоинженерами накладывали на него всё больше различных перкуссионных звуков. В результате один только бридж композиции состоит из более чем трёхсот дорожек с записанными ударными. «They Don’t Care About Us» представляет собой композицию умеренно-медленного темпа, написанную в тональности ре минор.
Текст песни демонстрирует, что расизм и расовое неравенство продолжают своё существование. Джексон поёт о том, что его ненавидят, он избит и порабощён. Музыкант описывает ситуацию в США и мире, где неимущие и пользующиеся меньшими правами люди не воспринимаются всерьёз и ассоциируются исключительно с преступностью и тюрьмой. Он рассказывает о жестоком обращении полиции с этими людьми, как во времена движения за гражданские права чернокожих в США. «Певец обвиняет правительство Штатов в „закапывании головы в песок“, когда дело касается расовых проблем, а также в создании ложного имиджа идеального государства, в котором все люди имеют равные права», — писал рецензент.

## Релиз

### Выпуск сингла
«They Don’t Care About Us» была выпущена в качестве четвёртого сингла из альбома Майкла Джексона HIStory: Past, Present and Future, Book I 31 марта 1996 года. Песня заняла высокие позиции в европейских чартах, она возглавила хит-парады Венгрии, Германии, Италии и Чехии, четвёртую строчку композиция заняла в чарте Великобритании. В американских хит-парадах песня не добилась большого успеха и оказалась лишь на 30-м месте Billboard Hot 100.

### Реакция критиков и общественности
Возникшая вокруг текста песни шумиха отразилась на популярности трека, после выпуска сингла радиостанции неохотно брали её в ротацию, телеканалы подвергали цензуре или вообще отказывались показывать видеоклипы.
«Им наплевать на нас („They Don’t Care About Us“), на тех, к кому относятся несправедливо, на тех, кого унижают, на тех, кого называют „ниггер“, на тех, кого называют словом „жид“, (использование которого в песне было неправильно понято). Когда я был маленьким, у нас были евреи-юристы, евреи-бухгалтера, и мы все жили бок о бок. Они называли друг друга словом „жид“. Однажды я спросил, что оно означает, и они сказали, что это такое же обидное слово для евреев, как слово „ниггер“ для чернокожих. Я всегда знал, что когда человека хотят унизить, его называют либо ниггером, либо жидом. Вот о чем я говорил в песне. Меня просто неправильно поняли. Я никогда не стал бы обзывать кого бы то ни было подобным образом».
Ещё до выхода альбома критики обвинили Джексона в антисемитизме за строки в «They Don’t Care About Us»: «Jew me» (с англ. — «Назови меня евреем») и «Kike me» (с англ. — «Обзови меня жидом»). Кроме того, певец навлёк на себя гнев средств массовой информации, критикуя в тексте американские ценности и идеологию. Журналист New York Times впоследствии сделал вывод о лицемерии всех песен Джексона социальной направленности, эта точка зрения быстро прижилась среди критиков. После релиза альбома поддержала выпад против музыканта и еврейская общественность. В одном из интервью певец ответил на вопрос о песне: «Текст композиции не имеет отношения к антисемитизму, я не расист». Джексон также отметил, что в его окружении много друзей евреев, таких как Дэвид Геффен и Стивен Спилберг. В официальном заявлении музыкант объяснил: «Это песня о боли от несправедливости, способ обратить внимание на социальные и политические проблемы. Это голос атакованных, угнетённых людей». Певец впоследствии перезаписал спорные строки композиции на более нейтральные, именно эта альтернативная версия песни выпускалась на более поздних тиражах альбома и сингла. По мнению критика Армонда Уайта это одна из самых сильных композиций в альбоме HIStory. «Если журналистам не импонирует качественный вокал и изобретательные аранжировки Джексона в «They Don’t Care About Us», они просто намеренно сопротивляются, — писал Уайт. — Гитарное соло в ней — лучший хард-рок в карьере певца». «Из текста этой песни Джексона очевидно: это один из его хитов, стирающих расовые и классовые барьеры», — писал другой рецензент.

## Видеоклипы

### Бразильская версия
Джексон позвонил режиссёру Спайку Ли, чтобы поработать с ним над одним из видеоклипов для альбома HIStory: Past, Present and Future, Book I и предложил Ли выбрать песню. Режиссёр вспоминал, что, прослушав альбом, он выбрал «Stranger in Moscow», однако певец ответил: «Нет, ты не хочешь снимать на неё клип, ты хочешь снять „They Don’t Care About Us“». Было принято решение снять ролик в Бразилии. Съёмки прошли в одной из фавел Рио-де-Жанейро — в Доне Марте, а также известном квартале Салвадора — Пелоуриньо. Бразилия известна множеством фавел, однако именно нищие трущобы Доны Марты вплотную соседствуют c роскошью: совсем рядом располагаются исторический район Ботафого и известный пляж Копакабана. Губернатор Рио не хотел давать согласие на съёмки, считая, что видеоклип, снятый в трущобах, может повредить имиджу города. Бразильские власти долго не хотели выдавать певцу визу. В съёмках приняла участие группа афробразильских барабанщиков Olodum, аранжировка песни для ролика была изменена так, чтобы наложить живое звучание их инструментов. В начале видеоклипа за кадром раздаётся женский голос: «Michael, eles não ligam pra gente!» (с порт. — «Майкл, им наплевать на нас!»). В ролике музыкант исполняет композицию, гуляя по трущобам, контактируя с местными жителями и танцуя под аккомпанемент барабанов.
22 марта 1996 года состоялась премьера ролика на телевидении. Телеканалы MTV и VH1 взяли видеоклип в ротацию, подвергнув его цензуре. Ролик вошёл в сборники видеоклипов певца HIStory on Film, Volume II и Michael Jackson’s Vision.

### Тюремная версия
Музыкант остался недоволен первым роликом — видео не в полной мере передавало дух песни. Вместе с режиссёром Джексон принял решение смонтировать второй видеоклип из кадров, снятых в одной из тюрем Нью-Йорка. По сюжету нового видео заключённый в тюрьму певец бунтует вместе со своими сокамерниками и требует справедливости. Кадры сопровождаются архивными съёмками, демонстрирующими избиения арестованных полицией людей, геноцид и голод.
Телевизионная премьера этого видеоклипа в США так и не состоялась, американские телеканалы сочли его слишком провокационным и наотрез отказались брать его в ротацию. Эта версия ролика вошла в бонусный диск сборника видеоклипов Джексона Michael Jackson’s Vision.

## Влияние

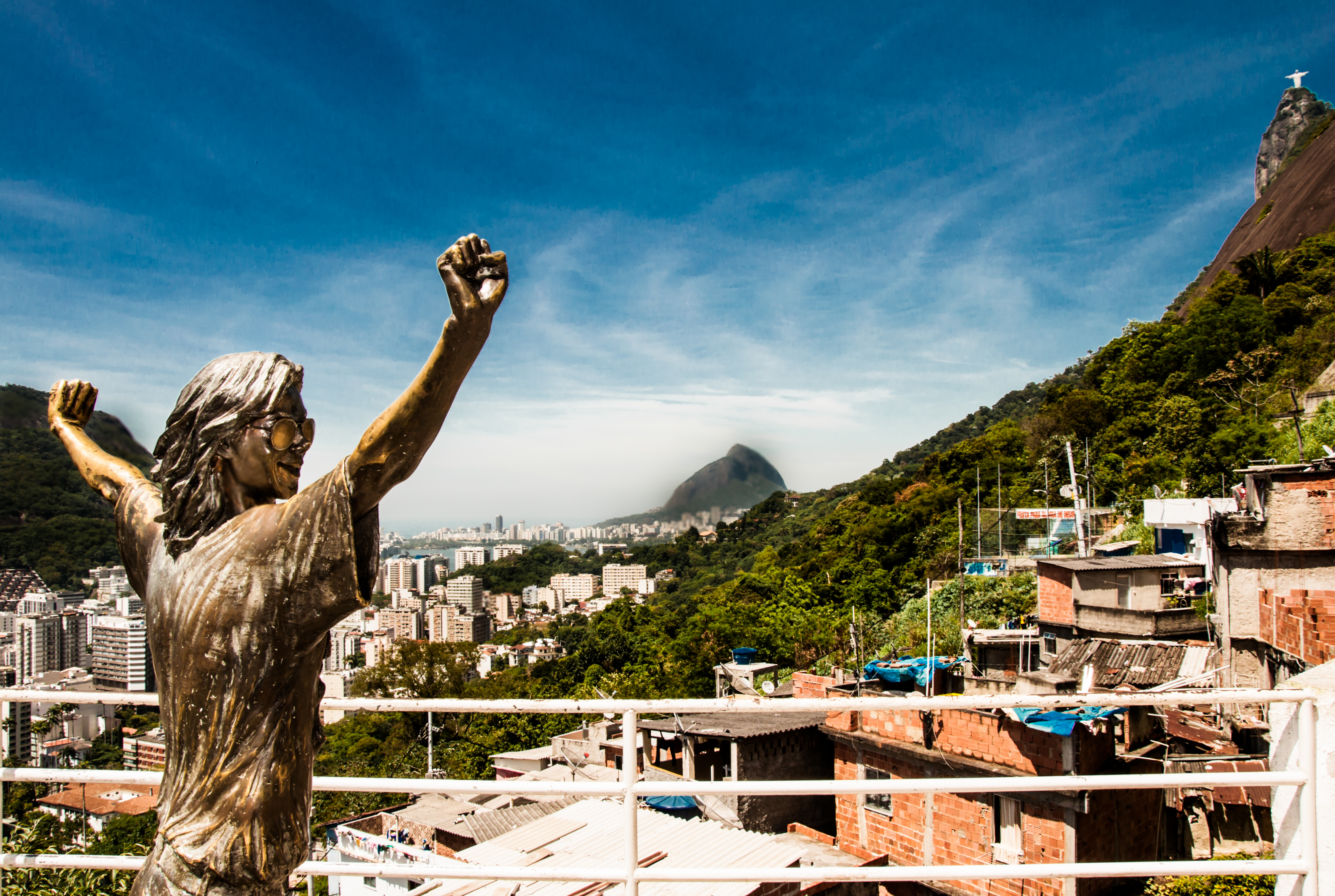
Памятник Майклу Джексону на месте съёмок видеоклипа. Фавела Дона Марта, Бразилия.

После съёмок бразильской версии видеоклипа местные власти обратили внимание на плачевное положение фавелы Дона Марта: эти трущобы были известны большим количеством наркодилеров. «Всё стало меняться после приезда Майкла Джексона. Теперь это безопасная фавела, здесь получили развитие социальные проекты, больше никаких наркотиков. Но всё началось именно благодаря Майклу Джексону», — рассказала пресс-секретарь по туризму в Рио-де-Жанейро. В 2010 году на месте съёмок ролика был установлен памятник музыканту.
В середине 2010-х гг. в связи со скачком расовой напряжённости в США, песня и тюремная версия видеоклипа на неё приковали к себе огромное внимание, и спустя 20 лет после релиза «They Don’t Care About Us» не потеряла своей актуальности как песня-протест. Её нередко исполняют митингующие борцы за гражданские права, а в социальных сетях получил распространение хештег #TheyDontCareAboutUs.
В 2015 году Фаррелл Уильямс снял свой видеоклип на песню «Freedom» под очевидным визуальным влиянием тюремной версии ролика Майкла Джексона.

## Список композиций сингла
- 7" (номер в каталоге Epic Records — 34 78264)[34]

| №  | Название                                    | Длительность |
| -- | ------------------------------------------- | ------------ |
| 1. | «They Don’t Care About Us» (Single Version) | 4:43         |

| №  | Название                                     | Длительность |
| -- | -------------------------------------------- | ------------ |
| 2. | «Rock with You» (Frankie Knuckles Radio Mix) | 3:47         |

- CD (номер в каталоге Epic Records — 662950 1)[34]

| №  | Название                                                                   | Длительность |
| -- | -------------------------------------------------------------------------- | ------------ |
| 1. | «They Don’t Care About Us» (LP Version)                                    | 4:10         |
| 2. | «They Don’t Care About Us» (Love To Infinity's Walk In The Park Radio Mix) | 4:46         |

## Участники записи
- Майкл Джексон — текст, музыка, вокал, бэк-вокал, аранжировка струнных
- Брэд Баксер, Чак Уайлд, Джефф Бова, Джейсон Майлс — клавишные, программирование
- Тревор Рабин, Роб Хоффман — гитара
- Аннет Сандерс — дирижёр детского хора Лос-Анджелеса

## Позиции в чартах и сертификации
| Чарт (1996)             | Высшая позиция |
| ----------------------- | -------------- |
| Австралия               | 19             |
| Австрия                 | 2              |
| Бельгия (Валлония)      | 3              |
| Бельгия (Фландрия)      | 9              |
| Великобритания          | 4              |
| Венгрия                 | 1              |
| Германия                | 1              |
| Ирландия                | 7              |
| Италия                  | 1              |
| Нидерланды              | 4              |
| Новая Зеландия          | 15             |
| Норвегия                | 6              |
| Польша                  | 2              |
| США (Hot 100)           | 30             |
| США (R&B/Hip-Hop Songs) | 10             |
| Финляндия               | 6              |
| Франция                 | 4              |
| Чехия                   | 1              |
| Швейцария               | 3              |
| Швеция                  | 3              |

| Страна               | Сертификат |
| -------------------- | ---------- |
| Бельгия (Ultratop)   | Золотой    |
| Великобритания (BPI) | Золотой    |
| Дания (IFPI)         | Золотой    |
| Норвегия (IFPI)      | Золотой    |
| США (RIAA)           | Золотой    |
| Франция (SNEP)       | Золотой    |
| Германия (BVMI)      | 3× Золотой |
| Австрия (IFPI)       | Платиновый |